# Beaufort (North Carolina)
Beaufort is een plaats (town) in de Amerikaanse staat North Carolina, en valt bestuurlijk gezien onder Carteret County.

## Demografie
Bij de volkstelling in 2000 werd het aantal inwoners vastgesteld op 3771.
In 2006 is het aantal inwoners door het United States Census Bureau geschat op 4261, een stijging van 490 (13,0%).

## Geografie
Volgens het United States Census Bureau beslaat de plaats een oppervlakte van
9,2 km², waarvan 7,1 km² land en 2,1 km² water. Beaufort ligt op ongeveer 5 m boven zeeniveau.

## Plaatsen in de nabije omgeving
De onderstaande figuur toont nabijgelegen plaatsen in een straal van 24 km rond Beaufort.

## Stedenband[4]
- - Beaufort (Australië)
- - Beaufort (Ierland)
- - Beaufort (Luxemburg)
- - Beaufort (Maleisië)
- - Beaufort-Wes (Zuid-Afrika)
- - Beaufort-Blavincourt (Frankrijk)
- - Beaufort-en-Argonne (Frankrijk)
- - Beaufort-en-Santerre(Frankrijk)
- - Beaufort-en-Vallee (Frankrijk)
- - Beaufort-sur-Doron (Frankrijk)
- - Beaufort-sur-Gervanne (Frankrijk)
- - Beaufort (Haute-Garonne) (Frankrijk)
- - Beaufort (Hérault) (Frankrijk)
- - Beaufort (Isère) (Frankrijk)
- - Beaufort (Jura) (Frankrijk)
- - Beaufort (Noorderdepartement) (Frankrijk)
- - Chapdes-Beaufort (Frankrijk)
- - Montmorency-Beaufort (Frankrijk)

## Geboren
- Michael J. Smith (1946-1986), astronaut